# Дом-сказка

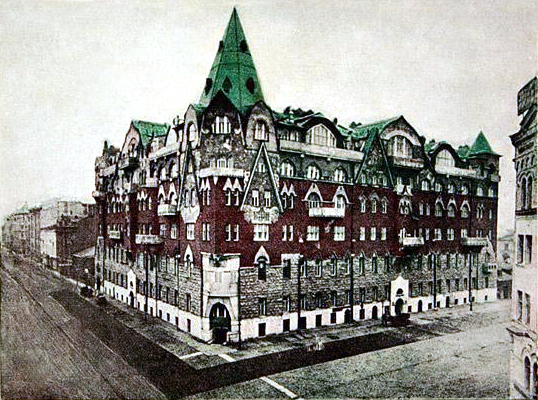
Дом-сказка. Архитектор Александр Бернардацци. Фото 1915 года

«Дом-сказка» — народное название дома № 21—23 по Английскому проспекту Санкт-Петербурга, данное ему за яркие необычные фасады.

## Построение
В 1909 году зодчий Александр Бернардацци по заказу золотопромышленника Кольцова построил на углу Офицерской улицы (ныне улица Декабристов) и Английского проспекта доходный дом, сразу же за свой внешний вид получивший среди петербуржцев прозвище «Дом-сказка».
Причудливое смешение различных романтических стилей — черт северного модерна и неорусского стиля, окна и балконы причудливой формы, угловая башня, облицовка стен природным камнем и красочные майоликовые панно, созданные, московским объединением «Мурава» по эскизам Сергея Васильевича Малютина, позволили автору создать на фоне рядовой застройки старой Коломны зрелище, напоминающее театральную декорацию. На фасаде скульптор Константин Рауш фон Траубенберг высек из камня птицу Феникс, которая словно поддерживала на своих крыльях угловой эркер «Дома-сказки».
Близость Мариинского театра в значительной степени определила состав первых жителей этого дома. В основном это были театральные работники и актёры. Здесь жила балерина Анна Павлова, и потому среди петербуржцев этот дом был известен как «Дом Анны Павловой». Бывали здесь балетмейстер Михаил Фокин и поэт Самуил Маршак, профессора Санкт-Петербургской консерватории, композиторы, актёры, режиссёры. Одну из квартир занимал создатель отечественной школы арабистики, автор книги «Над арабскими рукописями» академик Игнатий Крачковский, другую — певица и профессор консерватории Евгения Бронская. В 1930-х годах в дом переехал скульптор Матвей Манизер.

## Пожар
Зимой 1942 года в доме вспыхнул пожар. Несколько дней обессиленные от голода жители вместе с пожарными боролись с огнём, протягивая шланги к проруби во льду реки Пряжки. Удалось отстоять лишь дворовую часть жилого здания, украшенный майоликой фасад рухнул. После войны здание разобрали, сохранив лишь дворовые флигели. Здание было отстроено на старом фундаменте, без восстановления внешнего облика.
Сталинская архитектура восстановленного дома уже ничем не напоминала сказочную композицию, рождённую в воображении зодчего. Однако воспоминания о «Доме-сказке» столь устойчивы, что и сегодня жители Коломны именно так называют ничем не примечательный дом на улице Декабристов.
Значительную часть жизни в новом здании прожил известный петербургский скульптор и создатель декоративных кукол Роман Шустров.